# Louis Chevallier (architecte)
Pour les articles homonymes, voir Louis Chevallier et Chevallier.
Louis Victor Chevallier, né le 8 février 1869 à Paris 20e et mort le 8 avril 1951 à Nice, est un architecte français.
Ses deux fils, Henri et Robert Chevallier, devinrent aussi architectes.
Une grande partie de ses projets eurent pour cadre Ivry-sur-Seine, ville où il demeurait, au 19 rue du Parc et où se trouvait son agence.

## Biographie
Il meurt en 1951.

## Réalisations
- Cité du Progrès à Ivry-sur-Seine[5].
- Des maisons ouvrières au 90 rue de Vaugirard et 18 rue Censier[6].